# Шор, Джейн
Дже́йн Шор (англ. Jane Shore, настоящее имя — Элизабет; ок. 1445 года, Лондон — ок. 1527 года, там же) — любовница Эдуарда IV, короля Англии, а также нескольких других дворян, в том числе пасынка короля Томаса Грея, маркиза Дорсета, и великого камергера Англии Уильяма Гастингса, барона Гастингса из Эшби де Ла Зуш.

## Биография
Элизабет Ламберт родилась в Лондоне приблизительно в 1445 году в семье зажиточного купца Джона Ламберта и его жены Эми, дочери состоятельного бакалейщика Роберта Маршалла. Имя Джейн было дано Элизабет драматургом XVII века Томасом Хейвудом, так как в XVI веке настоящее имя не употреблялось, а впоследствии и вовсе было забыто.
В детстве Джейн много времени проводила в магазине отца, где обзавелась многочисленными знакомствами со знатью. Девочка внимательно наблюдала за новыми знакомыми и в итоге переняла нравы высшего света. Она, как считали современники, была весьма умна и получила образование, не свойственное женщинам её класса. Джейн была невысокого роста, белокожа, лицо имела круглое и отличавшееся красотой черт. Красота девушки принесла ей звание Розы Лондона, хотя это и не упоминается в современных ей источниках.
Красота Джейн привлекла множество мужчин, среди которых был Уильям Гастингс, друг и доверенное лицо короля Эдуарда IV. Вероятно, он был влюблён в Шор ещё до её замужества и покровительствовал девушке всю свою жизнь. Её красота была не единственной причиной, привлекавшей противоположный пол. Ею восхищались как приятной, участливой, и в то же время остроумной личностью.
Экстраординарное внимание к Джейн со стороны мужчин заставило её отца стать более разборчивым в выборе будущего зятя. Несмотря на внимание к дочери со стороны знатных особ, Джон Ламберт остановил свой выбор на состоятельном Уильяме Шоре (ум. 1494), ювелире и банкире с Ломбард-стрит, который был частым гостем в доме Ламбертов. Шор был на 14—15 лет старше Джейн, и, несмотря на внешнюю привлекательность и успешность в финансовых делах, так и не смог добиться любви супруги. Брак был аннулирован в марте 1476 года после того, как Джейн подала на развод в связи с импотенцией мужа, не позволявшей сбыться её желанию иметь детей. Папа Сикст IV поручил трём священникам решение этого вопроса, и те полностью удовлетворили требование Джейн.

### Любовница короля
Согласно Patent Rolls от 4 декабря 1476 года, отношения Шор с королём Эдуардом IV начались в том же году, вскоре после возвращения Эдуарда из Франции. Со временем Эдуард не отдалил Шор от себя, как поступал ранее со многими другими любовницами, и был своеобразно предан ей. Она имела огромное влияние на короля, но не использовала его для личной выгоды. Об этом свидетельствует и то, что Джейн старалась примирить с королём тех, кто ранее впал в немилость. Отношения короля с Шор, продлившиеся до его смерти в 1483 году, были в высшей степени отличны от имевшихся у Эдуарда ранее: кроме длительности связи, король, как свидетельствуют официальные документы, не осыпал Шор многочисленными подарками.
Джейн стала одной из трёх фавориток короля Эдуарда, которых он характеризовал как самых весёлых, самых хитрых и самых святых блудниц королевства.

### Заключение, второй брак и последние годы
После смерти Эдуарда IV Джейн стала любовницей старшего из его пасынков, Томаса Грея, маркиза Дорсета, а также Уильяма Гастингса, барона Гастингса. Жена Грея Сесилия Бонвилл приходилась падчерицей Гастингсу. Шор сыграла важную роль в заключении союза Гастингса с Вудвиллами, состоявшемся в период, когда герцог Глостер ещё был лордом-протектором королевства. Позже Джейн была обвинена в передаче сообщений между Гастингсом и вдовой короля. Кроме того, Шор вместе с Гастингсом и королевой Елизаветой обвинили в организации заговора против правительства протектора.
После бегства маркиза Дорсета, в котором ему помогла и Джейн, она была схвачена, посажена в тюрьму, обвинена в беспорядочных половых связях и приговорена к церковному покаянию перед Крестом Святого Павла. В одно из воскресений Джейн должна была пройти в одном киртле (нижнем платье) и с зажжённой восковой свечой по лондонским улицам, обращая на себя внимание прохожих. Такое наказание, вероятно, стало следствием того, что Ричард Глостер подозревал Шор в укрывательстве Грея, или же его неприятия по отношению к любым членам двора его покойного брата-короля. Столкновение личностей беззаботной Джейн и сурового Ричарда привело к появлению неприязни между ними.
После публичного покаяния Джейн была заключена в Ладгейте. Здесь она сумела соблазнить королевского адвоката Томаса Лайнома. После того, как Лайном признался новому королю в своей заинтересованности Джейн, Ричард попытался отговорить его; король также написал письмо лорду-канцлеру Джону Расселу, требуя от него предотвратить этот брак. Несмотря на всё это, Лайном решился на брак, считая, что таким образом сможет освободить Шор из заключения. Он передал свою невесту на попечение отца в ожидании следующего приезда короля в Лондон, чтобы жениться на ней. Брак был заключён, и вскоре Джейн родила дочь. Шор провела остаток жизни в благочестии. Лайном потерял должность королевского адвоката, когда Генрих Тюдор победил Ричарда III в битве при Босворте в августе 1485 года, тем не менее он продолжил королевскую службу чиновником среднего уровня, заседавшим в комиссии Валлийской марки и служившим при дворе принца Уэльского в Ладлоу.
Томас Мор, видевший Джейн уже в преклонном возрасте, описал её как тощую, увядшую старуху, в чертах морщинистого лица которой ещё можно было различить следы былой красоты.

## В культуре
Влияние Джейн Шор на литературу описано в статье Джеймса Эл Харнера в академическом журнале «Notes and Queries».
Драматургия

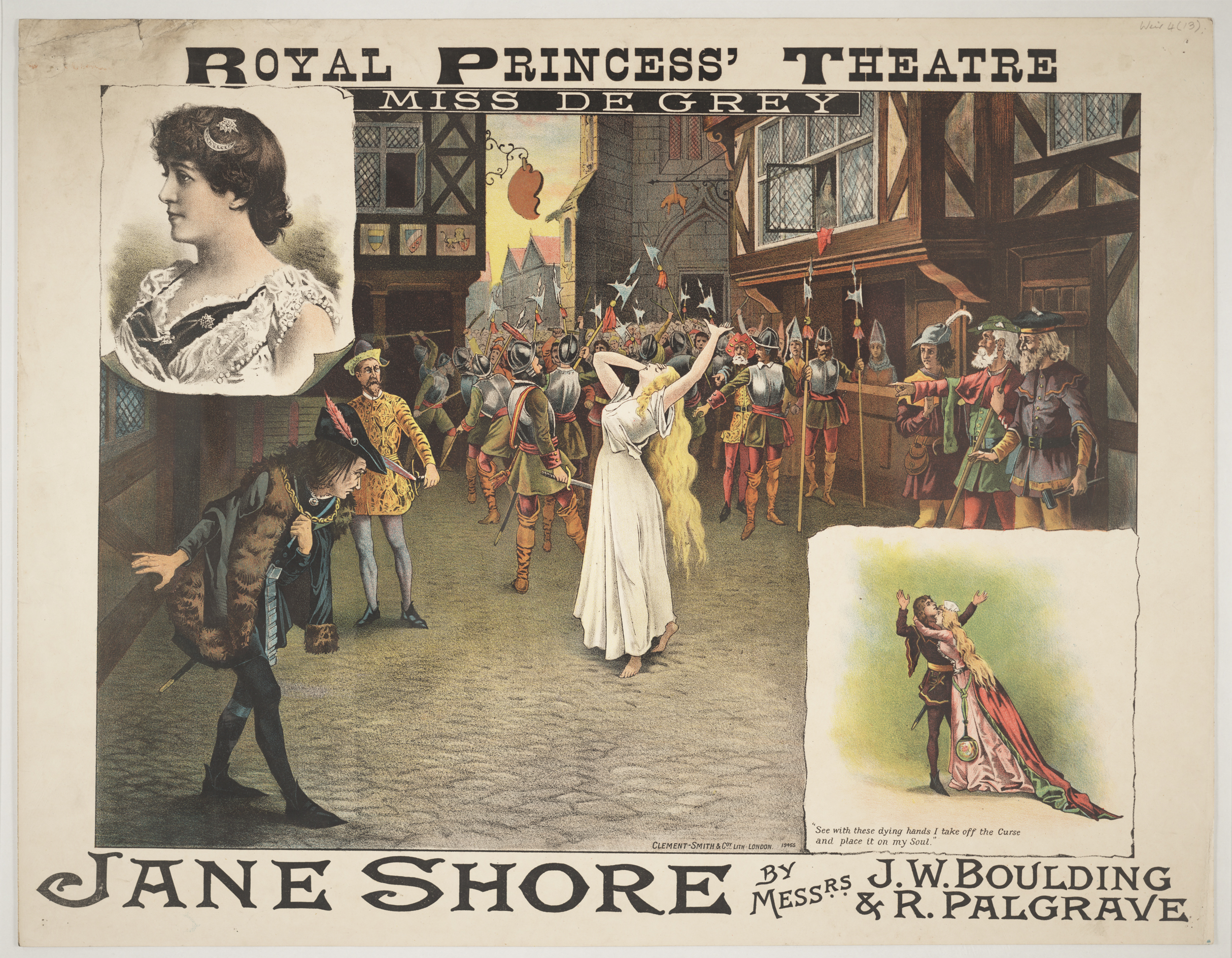
Театральная афиша Royal Princess' Theatre, Эдинбург, 14 декабря 1885

- Джейн является важным персонажем Истинной трагедии Ричарда III, анонимной пьесы, написанной задолго до шекспировского Ричарда III. В пьесе Шор живёт в нужде на улице, отвергнутая обоими своими любовниками и людьми, которым она помогала и которых Ричард III запугал жестокой карой, если они помогут Джейн. Ни реальное, ни вымышленное имя в пьесе не упоминается; здесь Джейн называют «жена Шора, любовница Эдуарда IV»[17].
- «Госпожа Шор» часто упоминается в шекспировской пьесе Ричард III и её многочисленных постановках и экранизациях.
- История отношений Шор с королём, её влияние при дворе и её трагическая смерть в объятьях Мэтью Шора лежит в основе сюжета пьесы Томаса Хейвуда Эдуард IV[англ.] (опубликована в 1600 году). В пьесе показаны борьба Джейн с собственной совестью, когда она принимает предложение короля, использование ею своего влияния при дворе для защиты незаслуженно наказанных подданных короля и сожаления Шор по поводу отношений с королём. В этой пьесе первый брак Джейн никогда не был расторгнут, но супруги примирились перед смертью и были погребены вместе в «Шорс Дитче, названном в её честь[к 1]»[20].
- Трагедия Джейн Шор — пьеса Николаса Роу, написанная им в 1714 году. Роу изображает Джейн энергичной женщиной, поощрявшей своего любовника Гастингса на заговор против узурпатора Ричарда III. В отместку Ричард приговаривает Шор к публичному покаянию, что делает девушку изгоем в любом обществе Лондона. Как и в пьесе Хейвуда, муж Джейн находит её и мирится с ней перед тем, как она умирает[1].
- Представление Джейн Шор было дано в субботу 30 июля 1796 года в театре Сиднея, Австралия. Брошюра для постановки была напечатана поселенцем-каторжником Джорджем Хьюзом, который был оператором первого печатного станка в Австралии. Данная брошюра стала первым печатным австралийским документом, сохранившимся до наших дней[21].

Поэзия
Джейн Шор посвящено несколько поэм: Зеркало для Магистратов, изданная Томасом Чёрчьярдом; Beauty Dishonoured, written under the title of Shore’s wife Энтони Чьюта (1593) и Heroical Epistles Макла Дрейтона.
Романы
- Жена ювелира Джин Плейди (1950)[25].
- Джейн несколько раз упоминается в современном переводе письма Томаса Лайнома, опубликованного в романе Джозефин Тей Дочь времени (1956)[26].
- Джейн фигурирует в романе «The Sunne in Splendour» Шерон Кей Пенман (1982)[27].
- Фигуры в шёлке Ваноры Беннетт (2008)[28]
- В романе Филиппы Грегори Белая королева Джейн появляется под своим настоящим именем — Элизабет[29].
- Джейн является главной героиней романа Изольды Мартин Любовница Короны (2013)[30].
- Также Джейн главная героиня романа Анны Эстер Смит Королевская любовница (2013)[31].

Кино и телевидение
- О судьбе Джейн Шор снято несколько одноимённых фильмов: в фильме 1915 года[англ.] роль Джейн сыграла Бланш Форсайт[32]; в фильме 1922 года роль сыграла Сибил Торндайк[33].
- В фильме Ричард III Лоренса Оливье 1955 года Шор появляется в одной из сцен: она приветствует короля фразой «Доброе утро, милорд»; роль сыграла Памела Браун[34].
- Джейн также появляется в экранизации романов Филиппы Грегори «Белая королева». Здесь Джейн после смерти короля выступает в качестве связного между Елизаветой Вудвилл и другими заговорщиками. Роль сыграла Эмили Беррингтон[35].

Прообразом публичного покаяния Серсеи Ланнистер в пятой книге цикла «Песнь Льда и Огня» Джорджа Мартина, по признанию самого автора, явилось публичное покаяние Джейн Шор.

## Комментарии
1. ↑  Согласно одной из легенд, Шорс Дитч был назван в честь Джейн, которая умерла или же была погребена в окрестной канаве[18]. Как бы то ни было, эта версия весьма неправдоподобна, поскольку эта местность была известна под названием Шорсдитч задолго до рождения Джейн[19].